# Ncamiso Dlamini
Ncamiso Dlamini (ur. 19 października 1989) – suazyjski piłkarz grający na pozycji bramkarza. Jest wychowankiem klubu Royal Leopards FC.

## Kariera klubowa
Swoją karierę piłkarską Dlamini rozpoczął w klubie Royal Leopards FC. W 2014 roku zadebiutował w jego barwach w suazyjskiej pierwszej lidze. Wraz z Royal Leopards wywalczył cztery mistrzostwa kraju w sezonach 2014/2015, 2015/2016, 2020/2021 i 2021/2022 oraz wicemistrzostwo w sezonie 2018/2019.

## Kariera reprezentacyjna
W reprezentacji Eswatini Dlamini zadebiutował 17 listopada 2019 roku w przegranym 1:4 meczu kwalifikacji do Pucharu Narodów Afryki 2021 z Senegalem, rozegranym w Manzini.